# Neosiro boyerae
Espèce
Synonymes
- Siro boyerae Giribet & Shear, 2010

Neosiro boyerae est une espèce d'opilions cyphophthalmes de la famille des Sironidae.

## Distribution
Cette espèce est endémique du Washington aux États-Unis. Elle se rencontre dans les comtés de Pierce, de Wahkiakum et de Cowlitz,.

## Description
Le mâle holotype mesure 1,69 mm et la femelle paratype 1,94 mm.

## Systématique et taxinomie
Cette espèce a été décrite sous le protonyme Siro boyerae par Giribet et Shear en 2010. Elle est placée dans le genre Neosiro par Karaman en 2022.

## Étymologie
Cette espèce est nommée en l'honneur de Sarah L. Boyer.

## Publication originale
- Giribet & Shear, 2010 : « The genus Siro Latreille, 1796 (Opiliones, Cyphophthalmi, Sironidae), in North America with a phylogenetic analysis based on molecular data and the description of four new species. » Bulletin of the Museum of Comparative Zoology, vol. 160, no 1, p. 1-33 (texte intégral).